# Roberto Busa
Roberto Busa (Vicenza, 28 de noviembre de 1913 - Gallarate, 9 de agosto de 2011, fue un sacerdote jesuita italiano y pionero en el campo de las humanidades digitales al impulsar el proyecto Index Thomisticus, un trabajo de lematización de toda la obra del filósofo santo Tomás de Aquino.

## Biografía
Roberto Busa nació en Vicenza (Italia). En 1928 ingresa en el seminario de Belluno y estudia teología con el religioso Albino Luciani, futuro papa Juan Pablo I. En 1933 ingresa en la Compañía de Jesús y se ordena sacerdote en 1940. En 1946 se gradúa en filosofía por la Universidad Pontificia Gregoriana de Roma y en 1949 presenta una tesina en la que estudió la terminología tomista.

## Index Thomisticus. Proyecto pionero en Humanidades Digitales
Roberto Busa, en su búsqueda de convertir la lexicología en un método de investigación científica, trató de elaborar un índice de palabras o lematización de toda la obra del santo Tomás de Aquino. Pero viendo que llevar esta tarea a cabo por una sola persona resultaría una empresa inmensa, pensó que sería necesario utilizar la informática como herramienta de trabajo.
En 1949 se reunió con Thomas Watson, fundador de la compañía IBM, para convencerle de que le facilitase los ordenadores necesarios para compilar toda la obra tomista. Utilizando en sistema de tarjetas perforadas, Busa iría volcando 10.500.000 de palabras a lo largo de 30 años. Teniendo en cuenta que el grosor de una tarjeta perforada es de 0,17mm, el total de las tarjetas suponía que puestas una al lado de otra se extenderían durante 2 km aproximadamente. Del sistema de tarjeta perforada pasó al CD-ROM en 1989 y luego a la documentación digital en 2005.
En 1958, dio a conocer sus primeros resultados en el pabellón de IBM en la Expo de Bruselas de ese años. 
Se desmenuzó terminológicamente los 118 libros del santo, además de la obra de otros 61 autores relacionados con el filósofo. Este corpus ha sido utilizado para el estudio tanto de la cuantificación lingüística como de la traducción automatizada, así como el inicio del hipertexto.
En cuanto al sistema de tarjetas perforadas empleada por Roberto Busa, también ha sido fuente para la investigación en tecnología documental como indización automatizada o recuperación de información.

## Labor académica y docente
A mediados de la década de los 50 del siglo XX, establece el Centro per l’Automazione dell’Analisi Letteraria (Centro para la automatización del análisis literario), conocido como CAAL, en una antigua fábrica textil de Gallarate (Italia), siendo uno de los primeros centros de investigación en humanidades digitales de todo el mundo.   
Además, fue profesor de ontología y teodicea en la facultad de Filosofía en la Universidad de Gallarate. También ejerció de bibliotecario en dicho centro.

## Premio Roberto Busa
La obra llevada a cabo por Roberto Busa le ha hecho merecedor del calificativo de pionero en las humanidades digitales. La Alianza de Organizaciones de Humanidades Digitales (The Alliance of Digital Humanities Organizations), también conocida como ADHO, decidió establecer un galardón que premiase la obra sobresaliente de un investigador que halla aplicado las tecnologías de la información y comunicación en el estudio de las humanidades. El padre Roberto Busa fue galardonado en la primera edición celebrada en 1998, y tomó además el nombre del premio.